# Thalassia testudinum
Thalassia testudinum ist eine von zwei Pflanzenarten aus der Gattung Thalassia. Sie kommt im Golf von Mexiko und in der Karibik vor.

## Beschreibung
Die Rhizome sind verlängert und haben einen Durchmesser von 3 bis 6 Millimetern. Die Blätter messen 10 bis 60 × 0,4 bis 1,2 Zentimeter. Sie sind ganzrandig, nur gegen die Spitze hin ist der Rand gesägt. Blattadern sind 9 bis 15 vorhanden. Der männliche Blütenstand ist ein- bis dreiblütig. Die Blütenstandsachse ist 3 bis 7 Zentimeter lang. Die Ränder der Spathas sind auf einer Seite verwachsen. Der weibliche Blütenstand ist einblütig. Die Blütenstandsachse ist 3 bis 4 Zentimeter lang. Die Spathas sind auf beiden Seiten verwachsen. Die Stiele der männlichen Blüten sind 1,2 bis 2,5 Zentimeter lang. Es sind 9 Staubblätter vorhanden. Die weiblichen Blüten sind fast sitzend. Sie besitzen 7 oder 8 Griffel. Die Früchte sind hellgrün bis gelb-grün oder rot. Sie haben einen Durchmesser von 1,5 bis 2,5 Zentimetern und 5 bis 8 sich öffnende Fruchtklappen. Der Schnabel ist 4 bis 7 Millimeter lang.
Die Blütezeit reicht vom Frühling bis zum Sommer.
Die Chromosomenzahl beträgt 2n = 18.

## Verbreitung
Thalassia testudinum kommt von den USA (Florida, Alabama, Louisiana und Texas) und Mexiko über Mittelamerika und die Westindischen Inseln bis Südamerika (Kolumbien, Venezuela) vor. Die Art wächst auf Meeresgrund aus organischem Material, felsigem Material, Korallensand oder toten Korallenriffen von Meereshöhe bis in 10 Meter Tiefe in sehr klarem Wasser. 

## Ökologie
Die Art stellt evtl. eine der wichtigsten marinen Samenpflanzen an den Küsten von Karibik und Golf von Mexiko dar, beispielsweise zur Substratstabilisierung. So geht in Bereichen mit Beständen von Thalassia testudinum während eines Hurrikans nur sehr wenig Substrat verloren, verglichen mit Bereichen ohne die Art. Dies wird durch die Wurzeln und Rhizome erreicht, welche das Substrat festhalten, sowie durch die Blätter, welche die Strömungsgeschwindigkeit des Wassers reduzieren.

## Systematik
Thalassia testudinum wurde 1805 in einem Artikel von Charles König erstbeschrieben, der den Namen dem Botaniker Joseph Banks zuschrieb, weil seine Beschreibung auf Herbarmaterial und unveröffentlichte Manuskripte von Banks beruhte.